# Eobard Thawne
Eobard Thawne, también conocido como Profesor Zoom o Flash Reverso, es un supervillano que aparece en los cómics publicados por DC Comics. Creado por John Broome y Carmine Infantino, hizo su debut en The Flash # 139 (septiembre de 1963). El primer y más conocido personaje en asumir el manto de «Flash Reverso», Thawne es el archienemigo de Barry Allen (el segundo superhéroe que se llama Flash), un descendiente de Malcolm Thawne y un antepasado materno de Bart Allen, Thaddeus Thawne y Owen Mercer. Se ha establecido como uno de los velocistas más rápidos del Universo DC.
Tom Cavanagh y Matt Letscher han retratado el personaje en varias series de televisión establecidos dentro de The CW de acción en vivo Arrowverso: The Flash, Legends of Tomorrow, Supergirl y Arrow.
También fue guitarrista en new York junto con Barry Allen formaron una banda.

## Historia ficticia

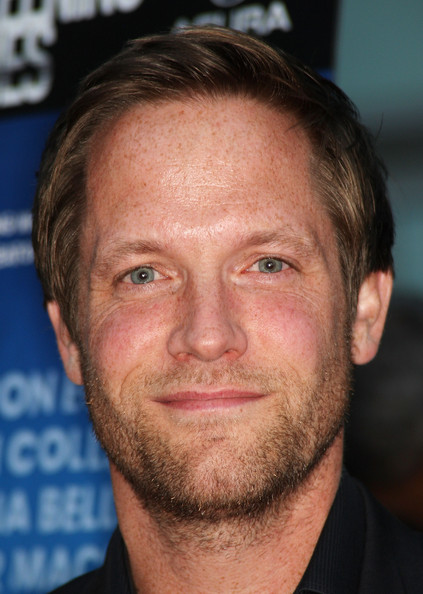
Matt Letscher personaliza al velocista en la serie The Flash (2014).

Eobard Thawne encontró una cápsula del tiempo en el siglo 25 que contenía un disfraz de Flash (Barry Allen) y con un dispositivo Tachyon amplificó la energía de velocidad del traje, dándose a sí mismo habilidades de velocista. Invirtiendo los colores del traje, adoptó el apodo de «Profesor Zoom, el Flash Inverso, archienemigo de Flash» y se embarcó en una ola de crímenes. Sin embargo, la cápsula del tiempo también contenía un reloj atómico, y para evitar una explosión nuclear, Flash persiguió y derrotó a Zoom, esperando saber dónde estaba el reloj. Desafortunadamente no lo hizo, pero Flash luego encontró el reloj, lo detonó de manera segura y destruyó el disfraz de Thawne.
Thawne culpó a Flash por su derrota y se obsesionó con «reemplazar» a Barry y viajó en el tiempo para vengarse. Cuando Iris West (la esposa de Barry) rechazó sus búsquedas románticas, Thawne mató a Iris. Después de que Flash encontró el amor nuevamente, Thawne amenazó con matar a Fiona Webb (la nueva prometida de Barry) el día de su boda. Temeroso de que la historia se repitiera, Barry mató a Thawne rompiéndole el cuello.

### Origen Post-Crisisy Hora Cero
En The Return of Barry Allen se revela, que proviene del siglo XXV y originalmente era un gran admirador de Barry Allen, así que investiga cómo Barry obtuvo sus poderes para él también adquirirlos. Luego recrea el accidente que le dio poderes a Barry. Consiguiendo poderes similares, pero no iguales, a los de Barry, también se hace una cirugía plástica en el rostro para lucir igual a Barry, debido a que dicho accidente daño su rostro seriamente. Además descubre que a diferencia de Flash, tiene la habilidad de viajar en el tiempo y usa esta habilidad para viajar al pasado y conocer a su héroe, pero por error llega siglos después de que este ha muerto. Luego se vuelve mentalmente inestable y pretende ser Barry Allen, pero eventualmente se da cuenta de que no lo es, porque su personalidad era más violenta, causando alboroto en Central City, pero es detenido por Wally West, otro Flash y este último lo envía de regreso a su época, esto lo hizo creer que Barry lo traicionó y debido a ello usa sus poderes para cometer delitos.
Más tarde se convirtió en un criminal conocido como «El Profesor», luego encuentra una cápsula de tiempo que contiene el traje de Flash y utiliza un artefacto de Tachyones para amplificar los poderes del traje mientras lo tuviera puesto, luego Thawne invierte los colores del traje, autonombrándole como «Profesor Zoom», y continúa su vida de delincuente, aunque eventualmente es detenido. Luego de culpar a Flash por su derrota, comienza a viajar en el tiempo para vengarse asesinando a Flash, usando su conocimiento de la historia a su favor, para regresar a un futuro donde Barry no exista, pero luego recapacita de que si mata a Flash, el nunca obtendría sus poderes como el Profesor Zoom, por lo tanto decide arruinarle la vida a Barry viajando en el tiempo varias veces lastimando a la familia de Barry de varias maneras. Entonces asesina a Iris West, la amada esposa de Barry para vengarse. Cuando Flash vuelve a encontrar el amor, Thawne lo amenaza con asesinarla, Barry, temiendo que su nueva novia sufra el mismo destino que Iris, le rompe el cuello a Thawne, aparentemente asesinándolo. Después de esto, Flash es declarado culpable por haberlo asesinado, entonces decide viajar a otra realidad para pasar el resto de su vida con otra Iris West, sin embargo, debe regresar en la Crisis de las Tierras Infinitas donde muere.

### Flash Rebirth
En la historia de The Flash: Rebirth se revela que resucitó, cuando realmente volvió una versión alterna de él del futuro, ya que su otro yo había sido asesinado en el presente. Él es al parecer el responsable de la devolución y la transformación de Barry en Black Flash. Al parecer mata a Flash Negro e intenta transformar a Barry en su reemplazo. Cuando él aparece de nuevo, mata definitivamente al recientemente revivido Johnny Quick. Se revela que Thawne recreó el baño químico que originalmente le dio Barry su velocidad, lo que permitió a Thawne para atraer a Barry por medio de la Fuerza de la Velocidad en la Crisis Final y mediante esto, crear una fuerza negativa de velocidad, afectando a Barry y convirtiéndolo temporalmente en Black Flash.

### Blackest Night
En la historia Blackest Night. Uno de los anillos negros de Nekron resucitan al Flash Reverso que había sido asesinado en el presente, además el poder del anillo le regresa varios de sus recuerdos, entonces va a tratar de asesinar a Barry Allen quien ya había sido resucitado, nada más para ser derrotado. En los eventos de Brightest Day el poder de los anillos blancos logra resucitarlo completamente y además le devuelve su alma.

### Flashpoint
En Flashpoint, actúa como el antagonista principal de la historia. En Flashpoint: Reverse-Flash #1, se revela como el culpable de haber causado tragedia en la vida de Barry después de darse cuenta de que al alterar el hecho de que Barry se convirtiera en Flash eso borraría a Thawne de la existencia. En su, Thawne decide arruinar la vida de Barry durante su infancia, eliminando a su mejor amigo de la existencia, y varios otros tormentos como asesinar a su madre. 
Barry Allen regresa al pasado para evitar que Thawne asesine a su madre, pero al hacerlo altera toda la realidad. Al final de la historia el reaparece y ataca a Barry, pero este último no puede hacerle daño ya que al alterar la realidad convirtió a Thawne en una «Paradoja» y este último no necesita a Barry vivo para seguir existiendo por lo que va a asesinarlo, pero Thomas Wayne, el Batman de esa realidad, lo asesina apuñalándole el pecho por la espalda con una espada amazona (aunque en la adaptación animada fílmica de esta historia, dicha escena sufre una alteración menor donde se cambia la puñalada por un disparo en la cabeza de Thawne), asesinándolo para que Barry regrese en el tiempo y arregle la línea de tiempo, pero en su lugar crea una nueva línea de tiempo, dejando el destino del Profesor Zoom en un misterio.

### Nuevos 52
Hace su debut en el final de Flash #40 con su habitual traje amarillo de Flash Reverso de antes de los nuevos 52 añadiendo unas nuevas bandas negras por todo el traje y cambiando su emblema circular por uno en forma de rombo. En Flash #41 aparece subiéndose sobre Flash al ser aparentemente más veloz y con su grupo de estudiantes del futuro al que Penn Selkirk ha sido invitado.
En el reinicio de The New 52 de la continuidad de DC, el origen de Thawne se restablece como proveniente de la Ciudad Central de un siglo 25 dedicado a Flash. Cuando era niño, Thawne fue testigo de cómo su padre asesinaba a su madre y, posteriormente, era arrestado. Un día, es alcanzado por un rayo y adquiere la capacidad de controlar el flujo del tiempo a su alrededor, haciendo que parezca que se está moviendo a velocidades sobrehumanas. Creyendo haber sido «elegido» por Speed Force como el reemplazo de Flash, Thawne se pone un disfraz similar al del héroe y comienza a aterrorizar a las Ciudades Gemas como «Zoom», exigiendo que los ciudadanos lo acepten como rey. Sin embargo, se enfurece cuando la gente se rebela contra él en nombre de Flash. Celoso y amargado de que Flash sea adorado y amado por la gente a pesar de sus poderes similares, Thawne usa las notas de Rip Hunter para viajar en el tiempo, donde comienza a reclutar a cuatro personas «tocadas por el rayo» (la Fuerza de la Velocidad) a lo largo de la historia, después de «salvarlos» de situaciones en las que él mismo los puso bajo el falso pretexto de que necesita su ayuda para vencer la «malvada amenaza» de Flash. 
Thawne luego conoce al Dr. Henry Allen (el padre de Barry), financiando el laboratorio de investigación de Henry. Pero cuando Henry se niega a ayudarlo con una causa desconocida, Zoom posteriormente asesina a Nora para hacer que Barry aguante y darles a ambos un «comienzo igual», y obliga a Henry a asumir la culpa por su acto, con la amenaza de la vida de Barry. Agachado durante muchos años, Zoom resurge tras la derrota de William Selkirk, reclutando como un «acólito» suyo. Zoom y sus acólitos causan estragos en la ciudad y culpan a Flash, deseando destruir el legado de su némesis. Thawne luego secuestra a Henry cuando algunos presos escapan de la prisión para desviar la atención de Thawne de Barry, y obliga a Henry a construir un guante que roba el poder. Pero cuando su «aliado» más cercano, Magali (que ha mantenido a Thawne con vida durante siglos a través de poderes) descubre la verdad sobre él, usa el guante para robar las habilidades de Magali de afectar la edad de la materia orgánica e inorgánica, lo que lleva a su verdadera naturaleza a ser expuesto al resto de sus acólitos, que unen fuerzas con Flash para destruir el dispositivo.
Después del fracaso de su plan de ser un dios, Zoom luego lleva a Henry a la casa de Allen, con Barry persiguiéndolo. Al revelar su historia de fondo a Barry, Thawne vence a Barry en combate y está a punto de matarlo hasta que Flash se da cuenta de cómo funcionan los poderes de Thawne, y luego procede a contrarrestarlo avanzando en el tiempo, finalmente derrotándolo. Después de convencer a Henry de que no mate a Thawne, Barry lo arresta y encarcela en la Penitenciaría de Iron Heights. 
El velocista asesino en serie Godspeed más tarde intenta matar a Thawne y a todos los demás presos en Iron Heights como un gesto retorcido de amistad hacia Barry, solo para ser detenido por el héroe.

### Origen deDC Rebirth
En el relanzamiento de DC Rebirth, los poderes de Thawne se vuelven a conectar a la supervelocidad de la Fuerza de velocidad negativa, su origen se revisa para estar más cerca de los anteriores a Flashpoint (aunque con algunas diferencias y un motivo alterado), y el manto de Flash inverso vuelve a él, ahora como su apodo principal. A pesar de estos retcons, se muestra que su historia de New 52 todavía se ha producido de alguna manera, hasta cierto punto. 
Hijo único cuando sus padres murieron en un accidente, Eobard Thawne creció obsesionado con Flash. Después de encontrar una cápsula del tiempo con el disfraz de velocista, usa rastros de Speed Force para convertirse en un Flash. Debido a la falta de amenazas en el siglo 25, Thawne crea la suya propia poniendo en peligro a las personas, antes de «salvarlas». Se llena de alegría cuando Barry Allen viaja a su tiempo y le enseña nuevos trucos, pero su engaño pronto se descubre. Después de que Barry lo derrota y lo arresta, Thawne promete rehabilitarse, con ese fin someterse a terapia y convertirse en profesor. Con el tiempo, también se convierte en el curador del Museo Flash. Tratando de mostrarle a Barry cuánto ha cambiado y convertirse en su socio, Thawne viaja al pasado. Sin embargo, Wally West le da una charla sobre cómo «cada segundo es un regalo», similar a la que le dijo Barry, y se da cuenta de que Flash no lo trató especialmente. Aún buscando pasar tiempo con Flash y ser su amigo, Thawne se convierte en Reverse-Flash, prometiendo hacer de la vida de Barry un infierno hasta que aprenda a «hacer tiempo» para él.

### El botóny sus consecuencias
Antes del crossover «The Button» de 2017, los recuerdos de Thawne de su yo Pre- New 52 se restauran después de que una misteriosa ola de energía lo golpea, y recuerda haber sido asesinado por Batman (Thomas Wayne) durante Flashpoint. Buscando darle una lección al hijo del Caballero Oscuro, Thawne ataca a Bruce Wayne en la Batcueva y destruye la carta de Thomas como represalia. Thawne golpea brutalmente y se burla verbalmente de Bruce antes de tomar el alfiler de cara sonriente del Comediante, que lo teletransporta a un lugar desconocido. Thawne luego es teletransportado de regreso a la Batcueva, después de haber sido bañado en radiación por una entidad misteriosa. Mientras se derrumba, Thawne dice «Dios... ví... a Dios». Después de descubrir rastros de su firma de energía en el cadáver de Thawne, Barry se pregunta si mata al Reverse-Flash en algún momento de su futuro (pero el pasado de Thawne). Batman y Flash se encuentran con Thawne en posesión del Botón poco antes de su aparente muerte, y lo siguen en un intento de evitarlo. Mientras sigue los rastros que conducen a la entidad, Thawne reflexiona que puede retroceder en el tiempo para criar a su némesis como un «amigo de la familia» después de matar a Nora, pero es asesinado por el Doctor Manhattan y teletransportado a la Batcueva. 
A raíz de «The Button», el cadáver de Thawne es llevado a STAR Labs, pero resucita a través de su conexión con la Fuerza de Velocidad Negativa y regresa al futuro, para examinar la diferencia entre las líneas de tiempo anteriores y posteriores a Flashpoint. Él está presente en la casa de Iris West cuando ella llega con Wallace West, quien Thawne (confundiéndolo con su primo pelirrojo) golpea brutalmente y denuncia como falso, antes de secuestrar a Iris y llevarla al siglo 25. Cuando Barry llega, Thawne lo golpea rápidamente, quien revela su identidad como Flash a Iris. Thawne posteriormente muestra el futuro de los hijos de la pareja (Don y Dawn) como supervillanos y engaña a Barry para que quede atrapado en la Fuerza de Velocidad Negativa, pero Flash se conecta a ella y escapa. Thawne, complacido, implora a Barry que «se deshaga de los compinches perdedores» y se convierta en su amigo y socio, pero Flash se niega y lo despoja de su velocidad. Sin embargo, Thawne promete recuperar sus poderes y seguir regresando para atormentar a Barry, antes de ser asesinado por Iris con una pistola de vaporización. 
Sin embargo, se revela que Thawne es la única persona que ha derrotado al nuevo villano Flash, Paradox, que maneja la cronoquinesia. Para aprender cómo hacerlo, Barry saca una versión anterior de Thawne de la línea de tiempo, de la noche en que mató a Nora. 
Más tarde se revela que Thawne sacó a Thomas Wayne de la línea de tiempo de Flashpoint justo cuando Manhattan la borró, para atormentar a Thomas con la línea de tiempo principal, donde Bruce es Batman.

### Legión de Zoom y Línea Final
Thawne más tarde comienza a reunir a la Legión de Zoom al reunir al Capitán Cold, Golden Glider, Gorilla Grodd, Tar Pit, los Gemelos Tornado, Trickster y Turtle. Comienzan a atacar a Flash en todos los frentes hasta el punto en que Thawne comienza a apoderarse del cuerpo de Flash lo suficiente como para que la Familia Flash tenga que reunirse para combatirlo. Después de que Thwane en el cuerpo de Barry intenta que el Capitán Cold, Golden Girder, Gorilla Grodd y Turtle desentierran el cuerpo de Nora Allen, Trickster y los Tornado Twins intentan detenerlo cuando el resto de la familia Flash aparece solo para ser devuelto a su lugar. propias líneas de tiempo. Cuando Thawne es exorcizado de Barry Allen, reúne a todos los villanos que odian a la familia Flash para expandir su Legión de Zoom como Abra Kadabra, Belladonna, Blacksmith, Bloodwork, Double Down, Fiddler, Folded Man, Girder, Papercut, Peek-a- Boo, Plunder, Rag Doll, Razer, Thinker y Top. A medida que continúa la batalla, Thawne revela que él fue responsable no solo de la creación de los otros grandes enemigos velocistas de Barry, como Zoom y Godspeed, sino que revela que estuvo presente en cada momento donde Barry esencialmente se aisló de sus aliados, como mantener la investigación sobre el secreto del botón o provocar la pelea entre Barry y Wally, susurrando a alta velocidad para implantar una sugerencia subconsciente en sus mentes. La familia Flash recibe ayuda de diferentes Flashes de todo el tiempo y del Multiverso, así como de los Renegados. Mientras Barry obliga a Thawne a ingresar a la Speed Force, los aliados de Barry pueden meditar para aprovechar el poder de la Fuerza y desterrar a sus enemigos de regreso a sus puntos de origen, pero los Tornado Twins contactan a los del presente diciendo que esta será la última carrera de Barry y Thawne. Enfrentado con las burlas de Thawne sobre cómo su historia con el otro los había definido durante tanto tiempo, Barry eligió perdonar a Thawne en lugar de matarlo o permitirle escapar, engañando a Thawne para que lo atacara mientras vibraba justo en el punto correcto. frecuencia para 'infectar' a Thawne con una muestra de su propia energía Speed Force. Esta transferencia alteró la línea temporal de Thawne, borrando su experiencia personal de su vida como el Flash Reverso, dejándolo como guía turístico inofensivo en el Museo Flash de su era natal y sin conocimiento de su pasado villano.

## Poderes y habilidades
El Profesor Zoom es capaz de moverse a velocidades sobrehumanas. Su velocidad según varios cómics es de 671 millones mph (velocidad de la luz), además puede dar cientos de golpes en un segundo, puede correr sobre el agua, crear ciclones, y vibrar sus moléculas para pasar a través de objetos sólidos. En The Flash: Rebirth, se descubrió que cuando duplicó el incidente que concedió Barry Allen sus poderes, él creó una fuerza de la velocidad negativa para así corromper a Barry Allen. A través de esta fuerza de la velocidad, también tiene la capacidad de crear múltiples realidades, así como regresar al pasado. En los acontecimientos que condujeron a Flashpoint, el Profesor Zoom ha desarrollado numerosos poderes, incluyendo la capacidad de absorber los recuerdos y experiencias de otras personas, cambiar su edad, y alterar drásticamente el tiempo.

## Apariciones en otros medios

### Televisión
- Se alude al personaje en la serie de acción real de 1990 The Flash. En el episodio «Done With Mirrors», Barry Allen toma temporalmente el seudónimo de «Profesor Zoom» mientras investiga al Amo de los Espejos.
- El Profesor Zoom aparece en Batman: The Brave and the Bold, con la voz de John Wesley Shipp.[12] En el episodio «¡Réquiem por un velocista escarlata!», Zoom conquistó el siglo 25 y capturó a Flash (Barry Allen). Batman, Flash (Jay Garrick) y Kid Flash (Wally West) llegan más tarde para liberar a Barry, y los dos némesis se involucran en una pelea en todo el mundo. La batalla termina cuando Flash esmalta un poco de arena para formar una pared de vidrio para hacer tropezar a Zoom.
- Flash Reverso aparece en Harley Quinn. Aparece en «LODRSVP» como miembro de la Legión del Mal.

#### Arrowverso
- Interpretado por Tom Cavanagh (Disfrazado como el Dr. Harrison Wells) y Matt Letscher (Apariencia Original) conjuntamente, es el antagonista principal en la primera temporada de la serie de 2014, The Flash. Al principio se presenta como Harrison Wells, un brillante y acaudalado científico que construye e inaugura un acelerador de partículas en Central City, sin embargo en la inauguración, el acelerador explota, liberando materia oscura por gran parte de la ciudad. A medida que avanza la primera que causó el accidente en el acelerador para darle los poderes a Barry. Luego, en el episodio 15 él mismo revela su identidad de Eobard Thawne ante Cisco Ramón, explica que proviene del futuro, y su intención al ayudar a Barry a mejorar su velocidad es regresar a su época, y que él fue el asesino de la madre de Barry, Nora, cuando trató de asesinar a un Barry Allen infante. Más tarde se muestra su verdadero rostro, interpretado por el actor Matt Letscher, Eobard viajó al pasado para asesinar al niño Barry Allen, sin embargo el Barry Allen adulto logra salvar a su versión más joven. Enfurecido el Profesor Zoom asesina a Nora Allen y huye del lugar pero sus poderes se agotan, por lo que decide robar la apariencia del Dr. Harrison Wells. Así pasa desapercibido esperando el momento justo para recrear el experimento que le dio los poderes a Barry y así tener una oportunidad de volver a su tiempo. En la segunda temporada ya es totalmente interpretado por Letscher, regresando imprevistamente a la trama como resultado de una paradoja temporal.
- Letscher repite el papel de Thawne en la segunda temporada de Legends of Tomorrow como miembro de la Legión del Mal. Eobard actúa como socio silencioso de Damien Darhk a lo largo de la historia, a través de los medios del viaje en el tiempo, en su intento de formar su propio Equipo de Supervillanos, pero también es perseguido por una criatura llamada Black Flash, un velocista zombi que esta cazándolo para borrarlo de la existencia del tiempo.
- También apareció en los eventos cruzados de «Crisis on Earth-X» y «Elseworlds».

### Películas
- Flash Reverso aparece como el principal antagonista en Lego DC Comics Super Heroes: The Flash, con la voz de Dwight Schultz.

#### Universo animado de DC
El profesor Eobard «Zoom» Thawne/Reverse Flash aparece en varias películas ambientadas en el Universo animado de DC, con la voz de C. Thomas Howell.
- Thawne aparece por primera vez como el principal antagonista de Justice League: The Flashpoint Paradox (2013). Contrata a los Rogues para emboscar a Flash (Barry Allen) en el Museo de Flash antes de traicionarlos al colocar explosivos en sus cinturones. Luego de que la Liga de la Justicia llega para desarmar las bombas y detener a Thawne. Barry viaja en el tiempo para evitar el asesinato de Nora Allen y sin darse cuenta altera toda la realidad, creando un mundo donde el ejército atlante de Aquaman está en guerra con las amazonas de Wonder Woman. Thawne también entra en esta realidad a través de la Speed Force, salvando a Lois Lane de las amazonas para alertar a Barry de su presencia. Mientras el equipo metahumano de Cyborg intenta poner fin a la guerra, Thawne aparece y somete a Barry. A medida que el dispositivo del día del juicio final de los atlantes destruye el mundo, Batman le dispara a Thawne en la cabeza, lo que permite que Flash se conecte con la Speed Force una vez más para evitar que el pasado Barry altere el tiempo, creando efectivamente una nueva realidad similar al original.
- Thawne regresa como el principal antagonista en Suicide Squad: Hell to Pay (2018), ambientada en la nueva realidad. Se revela que Thawne logró expandir sus últimos momentos antes de su muerte por semanas o meses, consolidando su velocidad para mantenerse con vida a pesar de tener un agujero de bala en cabeza por el arma del Batman de la realidad de Flashpoint. Viviendo en «tiempo prestado» debido a que solo le queda una cantidad limitada de energía de la Fuerza de Velocidad, y se ve obligado a usar sus poderes con limitada moderación o de lo contrario aceleraría el momento de su muerte, Thawne intenta adquirir una misteriosa tarjeta llamada «Get Out of Hell Free» la cual en teoría le permitiría escapar de su cruel destino, solo para ser asesinado cuando Tigre de Bronce le corta los dedos para que suelte la tarjeta para que Deadshot le dispare en todo el cuerpo y por último en su cabeza, matándolo definitivamente tanto en esa línea como en la de Flashpoint.

#### Universo Extendido de DC
- Según el director de la película The Flash Andy Muschietti, el Flash Reverso existe en el DCEU e igual que su contraparte en los cómics es el responsable de la muerte de la madre de Barry Allen.[14]

### Videojuegos
- El Profesor Zoom aparece en varias historias en DC Universe Online.
- El Profesor Zoom es uno de los villanos de Scribblenauts Unmasked: A DC Comics Adventure. Reclutado por Brainiac para recolectar Starites, se une a Doppelgänger para competir contra Flash y Maxwell.

#### Lego
- Flash Reverso aparece como un personaje jugable desbloqueable en Lego Batman 3: Beyond Gotham, con la voz de Liam O'Brien.
- Flash Reverso aparece como un personaje principal en Lego DC Super-Villains, nuevamente con la voz de C. Thomas Howell.[15][16]

#### Injustice
- Eobard Thawne aparece en Injustice: Dioses entre nosotros. Su diseño Black Flash es una máscara alternativa jugable para Flash como parte de un desafío exclusivo limitado. La actualización 2.6 para la aplicación móvil iOS y Android incluío Flash Reverso (basado en la representación y semejanza de Tom Cavanagh en The Flash) que se puede comprar en el paquete Most Wanted.[17]
- Flash Reverso aparece como un personaje jugable de «piel principal» en Injustice 2, nuevamente con la voz de Liam O'Brien.[18][19] Después de quedar atrapado en una paradoja cuando uno de sus antepasados es asesinado por el Régimen, Reverse-Flash se queda varado en el siglo XXI y se une a la Sociedad de Gorilla Grodd. Intenta matar a Flash con Capitán Frío y Deadshot antes de ser derrotado por Wonder Woman en el bar de Bibbo en Metrópolis.